# نخستین سرمستی در عشق
نخستین سرمستی در عشق (هندی: पहला नशा) فیلمی هندی در سبک درام به کارگردانی آشوتوش گواریکر است که در سال ۱۹۹۳ منتشر شد. از بازیگران آن می‌توان به پوجا بات، راوینا تاندون، و پارش راوال اشاره کرد.